# Maxomys dollmani
Maxomys dollmani es una especie de roedor de la familia Muridae.

## Distribución geográfica
Es endémica de las selvas montanas del centro y sur de Célebes (Indonesia).